# Aleksandrów (Białołęka)
Aleksandrów – osiedle w północno-wschodniej części Warszawy, w dzielnicy Białołęka.

## Opis
Jest to małe osiedle przy granicy z osiedlem Bródno-Podgrodzie na Targówku. Sąsiaduje także z osiedlami: Żerań Wschodni, Konstantynów, Białołęka Szlachecka, Brzeziny i Annopol. Miejski System Informacji nie uwzględnia jednak istnienia tego osiedla i jego teren włączony w teren sąsiednich osiedli. Osiedle skupia się głównie między ulicami: Białołęcką, Wielkiego Dębu, Ojca Aniceta (do 2007 północny odcinek ul. Świętego Wincentego), Toruńską.
Jeszcze w pierwszej połowie XX w. Aleksandrów był podwarszawską wsią. W 1951 został włączony do granic Warszawy wraz z innymi sąsiadującymi wsiami.